# Nicole Quétin
Pour les articles homonymes, voir Quétin.
Nicole Quétin est une artiste peintre, lithographe et graveuse née le 29 novembre 1934 à Courbevoie et morte le 1er décembre 2013 dans le 16e arrondissement de Paris.

## Biographie
Née à Courbevoie le 23 novembre 1934, elle passe son enfance à Neuilly. Passionnée par le dessin, elle intègre l'École nationale supérieure des arts appliqués et des métiers d'art de Paris en 1955 (mention publicité) puis poursuit sa formation à l'École nationale supérieure des beaux-arts Paris en 1956, où elle est l'élève de Raymond Jean Legeult.
En 1960, elle devient professeur de dessin et arts appliqués au lycée François Villon à Paris. Elle mène alors en parallèle sa carrière de professeur au lycée et sa carrière d'artiste dans une gamme d’expression étendue : dessin, gouache, aquarelle, huile sur toile.
En 1969, alors élève de Jean Delpech à l'Atelier de la ville de Paris, elle s'initie à la gravure sur cuivre. Quatre-vingt de ses gravures sont aujourd’hui à la Bibliothèque nationale de France.
Dès 1971, elle fait partie des peintres d’avant-garde.

## Conservation
Ses toiles et ses gravures sont dispersées dans des collections particulières en Europe et aux États-Unis.

## Expositions
Elle expose dans les prestigieux salons parisiens : salon des réalités nouvelles (1972), salon d’automne au Grand Palais (1972 – 1986) ; salon Comparaisons (Groupe lettre et signe, 1972-1986) ; salon des Indépendants (1972-1987) ; salon du dessin et de la peinture à l'eau au Grand Palais ; Sociétaire du salon d’automne au Grand palais puis au quai Branly (1981 à 2001).
De 1972 à 2002, elle participe à de nombreuses expositions à Paris et dans les villes de la région parisienne : Versailles, Orly, Châtillon, Vélizy-Villacoublay, Clamart.
Une partie de son œuvre est enracinée dans la région de Caylus dans le Tarn-et-Garonne, où elle expose souvent entre 1971 et 2002 : Caylus, Albi, Auch, Château de Foucault Gaillac, Castres.

## Réception
Monique Barrier, Présidente de l'association des Amis du Vieux Châtillon, évoque son œuvre, dans ses différentes périodes, en ces termes :
« Comme des éclairs fulgurants, les rouges, les oranges, les jaunes éclaboussent de luminosité. Sans aucun doute, la peinture de Nicole Quetin a du tempérament. »
« Sa peinture part du réel vers l'abstrait dans les tons gris, noirs, blancs, violet. »
« Ses tableaux dédiés aux paysages ensoleillés privilégient autant le graphisme que la couleur. »
Un critique d'art lui attribuera le qualificatif de peintre solaire (cf vidéo).